# Вилино (Бергамо)
Вилино је насеље у Италији у округу Бергамо, региону Ломбардија.
Према процени из 2011. у насељу је живело 50 становника. Насеље се налази на надморској висини од 267 м.